# Valdas Adamkus
Valdas Adamkus (/ˈvɐ̂ˑɫdɐs ɐˈdɐmˑkʊs/ , né Voldemaras Adamkavičius à Kaunas le 3 novembre 1926, est un homme d'État. Il fut président de la république de Lituanie de février 1998 à février 2003 et de juillet 2004 à juillet 2009.
Il a la particularité d'avoir passé 49 ans de sa vie aux États-Unis, et c'est quelques mois après être revenu en terre natale qu'il s'y fait élire président de la République.

## Biographie

### Exil et formation
Valdas Adamkus fuit l'armée rouge en 1944 et s'installe en Allemagne avec ses parents. Il suit des études à l’université Louis-et-Maximilien de Munich avant de partir pour les États-Unis en 1949.
Utilisant sa capacité à parler cinq langues, il sert dans les services de renseignement militaires de l’armée des États-Unis dans les années 1950, avant de reprendre ses études et d’obtenir un diplôme de génie civil à l’Institut de technologie de l'Illinois de Chicago en 1960.

### Activité professionnelle
En 1970, Adamkus rejoint la nouvelle agence fédérale des États-Unis chargée de la protection de l’environnement : l’Environmental Protection Agency ou EPA. Membre du Parti républicain, il obtient une promotion de la nouvelle administration Reagan en 1981 avec le poste d’administrateur régional pour le Nord-ouest des États-Unis (Illinois, Indiana, Michigan, Minnesota, Ohio et Wisconsin) chargé du contrôle de la qualité de l’air, de l’eau et de la gestion des déchets dangereux.
Le président Reagan décore Adamkus du Distinguished Executive Presidential Rank Award, décoration la plus prestigieuse pour un fonctionnaire de l’administration fédérale. Adamkus prend sa retraite de l’administration fédérale en 1997.

### Premier mandat présidentiel
Il s'installe alors en Lituanie et, après avoir renoncé à la nationalité américaine, se fait élire président de Lituanie le 4 janvier 1998 avec 50,31 % des voix face à Artūras Paulauskas, candidat des communistes réformés du Parti lituanien démocrate du travail (LDDP). Adamkus bénéficie du soutien de l’Union de la Patrie (TS-LK) de l’ancien président Vytautas Landsbergis et de tous les partis de droite.
Adamkus essaie de briguer un second mandat mais est battu par Rolandas Paksas en 2003 dans une campagne où Paksas tente de montrer qu’Adamkus ne connaît rien aux problèmes de la population lituanienne.

### Second mandat
Quand le président Paksas est destitué par le Seimas en avril 2004, Adamkus annonce qu’il ne briguera le poste que si Paksas est autorisé à se présenter malgré sa destitution. Bien que la Cour constitutionnelle interdise à Paksas de se représenter, Adamkus maintient sa candidature et ce revirement ternit encore plus l’image de la classe politique et exaspère les électeurs. Néanmoins, devant un grand nombre de candidats peu connus, Adamkus arrive en tête avec 30 % des suffrages au premier tour le 13 juin 2004 et se fait réélire au second, le 27 juin, face à l’ancienne Premier ministre et alliée de Paksas Kazimira Prunskienė avec 52 % des voix. Adamkus est investi le 12 juillet 2004 pour un mandat de cinq ans.

### Fin de carrière
Le 17 mai 2009, la commissaire européenne au Budget Dalia Grybauskaitė est élue dès le premier tour avec 69 % des voix. Valdas Adamkus lui cède alors la place le 12 juillet suivant. Il est membre honoraire du Club de Rome.

## Distinctions
En 1988, Valdas Adamkus a été récompensé par le prix international de l’environnement pour mérites exceptionnels. Il a également été récompensé par la médaille d'or de l'Agence pour la protection de l’environnement des États-Unis tout comme par un prix du Président américain pour mérite en service.
Lors des élections prestigieuses de l'European Voice, le titre de l’Européen de l’année (2007) fut conféré à Valdas Adamkus. En 2008, pour sa longue participation active dans le Mouvement olympique et pour la propagation de ses idées, il lui a été conféré le titre d'académicien de l'Académie olympique de la Lituanie.
Le chef de l’État a été distingué par 29 des plus hautes décorations nationales de différents États, par le Collier d’Or de la ville d’Athènes, de même que l’Ordre du Loup de Fer de l’Association lituanienne des Scouts, l’Ordre de l’Étoile de l’Association lituanienne des Francs-Tireurs et une décoration du Comité international olympique pour le développement du mouvement sportif et olympique.

### Décorations

#### Décorations lituanienne
- Grand-croix avec collier de l'Ordre de Vytautas le Grand, (2003,  Lituanie)

#### Décorations étrangères
- Grand-croix de l'ordre du Faucon (1998,  Islande)
- Grand-croix de l'ordre de Saint-Olaf (1998,  Norvège)
- 1re classe de l'ordre du prince Iaroslav le Sage (1998,  Ukraine)
- Grand-croix avec collier de l'ordre de la Croix de Terra Mariana (1999,  Estonie)
- Grand-croix de l'ordre du Sauveur (1999,  Grèce)
- Chevalier grand-croix au grand cordon de l'ordre du Mérite (1999,  Italie)
- Ordre de l'Aigle blanc (1999,  Pologne)
- Collier de l'ordre pro Merito Melitensi (1999,  Malte)
- 1re classe de l'ordre de l'Amitié (2000,  Kazakhstan)
- Grand-croix avec collier de l'ordre des Trois Étoiles (2001,  Lettonie)
- Grand-croix de la Légion d'honneur (2001,  France)
- Collier de l'ordre de l'Étoile de Roumanie (2001,  Roumanie)
- Ordre du Saint Mesrop Mastot (en) (2002,  Arménie)
- Grand-croix avec collier de l'ordre de la Rose blanche (2002,  Finlande)
- Ordre du mérite exceptionnel (en) (2002,  Ouzbékistan)
- Grand-croix avec collier de l'ordre de l'Étoile blanche (2004,  Estonie)
- Collier de l'ordre d'Isabelle la Catholique (2005,  Espagne)
- Grand-croix, classe spéciale de l'ordre du Mérite (2005,  Allemagne)
- 1re classe de l’ordre de la Double Croix Blanche (2005,  Slovaquie)
- Grand cordon de l'ordre de Léopold (2006,  Belgique)
- Grand-croix avec collier de l'ordre du Mérite hongrois (2006,  Hongrie) ; Grand-croix (1999)
- Ordre du Bain (2006,  Royaume-Uni)
- 1re classe de l'ordre du Mérite d'Ukraine (2006,  Ukraine)
- Ordre de "Mère Teresa" (en) (2007,  Albanie)
- Grand cordon de l'ordre du Chrysanthème (2007,  Japon)
- Grand-croix avec collier de l'ordre de l'Infant Dom Henri (2007,  Portugal)
- Ordre de la victoire de Saint-Georges (en) (2007,  Géorgie)

### Docteur honoris causa
Valdas Adamkus a reçu le titre de docteur honoris causa de la part d’universités lituaniennes et étrangères :
- Université de Vilnius (Lituanie, 1989)
- Collège Saint-Joseph de l'État de l'Indiana (États-Unis, 1991)
- Université Northwestern (États-Unis, 1994)
- Université de technologie de Kaunas (Lituanie, 1998)
- Université catholique d'Amérique (États-Unis, 1998)
- Université agricole de Lituanie (1999)
- Institut de technologie de l'Illinois (États-Unis, 1999)
- Université d'Eurasie (Kazakhstan, 2000)
- Université DePaul de Chicago (États-Unis, 2001)
- Université de droit de Lituanie (2001)
- Université Vytautas-Magnus (Lituanie, 2002)
- Académie de culture physique de Lituanie (2004)
- Université d'État d'Erevan (2006)
- Université de Bakou (2006)
- Université de Donetsk (2006)
- Université Notre-Dame de l'État de l'Illinois (2007)
- Université Nicolas-Copernic de Torun (2007)
- Université de Tallinn (2008)